# جيري بيكر (لاعب كرة قدم)
جيري بيكر (بالإنجليزية: Gerry Baker)‏ (16 سبتمبر 1938 بويغان في المملكة المتحدة - ) هو لاعب كرة قدم بريطاني في مركزي الدفاع والظهير. لعب مع نادي يورك سيتي ونوتينغهام فورست وويغان أتلتيك.